# Oleg Kaługin
Oleg (Daniłowicz) Kaługin, ros. Олег Данилович Кaлyгин (ur. 6 września 1934 w Leningradzie) zm. 2022 USA. Członek KPZR od 1957 roku, wystąpił z partii w 1990
 
Były generał major KGB, przez długi czas szef operacji KGB w Stanach Zjednoczonych, Szef Służby nr 2 a następnie  Zarządu "K"(Kontrwywiadu zagranicznego I Zarządu Głównego KGB później krytyk tej instytucji.

Urodzony w Leningradzie, syn oficera NKWD. Służbę w organach  bezpieczeństwa Związku Radzieckiego rozpoczął w 1952 roku w Ministerstwie Bezpieczeństwa  Państwowego MGB jako praktykant. Rownocześnie rozpoczął studia na wydziale filologii angielskiej Leningradzkiego Instytutu Języków Obcych MGB MWD i KGB.
W 1955 roku odbył staż w UKGB dla obwodu leningradzkiego. Po ukończeniu studiów, w 1956 roku został skierowany do wywiadu. Tam uczył się w szkole nr 101, którą ukończył  z pierwszą lokatą.  Od sierpnia 1958 roku był oficerem operacyjnym I wydziału KGB  odpowiedzialnego do 1960 roku  za USA, Kanadę i Amerykę Łacińską. 
Od września 1958 roku do sierpnia 1959 roku przebywał na misji zagranicznej w Stanach Zjednoczonych. W rezydenturze KGB w Nowym Jorku, gdzie pracował pod przykrywką studenta wydziału filologicznego Leningradzkiego Uniwersytetu Państwowego im. A. A. Żdanowa. Studiował również na wydziale dziennikarstwa Uniwersytetu Columbia w Nowym Jorku w ramach programu wymiany studenckiej.
Ponownie znalazł się w USA w 1960 roku, jako stażysta pod przykrywką korespondenta radia Moskiewskiego . Zaprzyjaźnił się wówczas z Aleksandrem Jakowlewem, w latach pieriejstrojki jednym z głównych doradców Michaiła Gorbaczowa. 
W marcu 1964 roku został przedwcześnie odwołany do ZSRR. Powodem była zdrada w Genewie oficera WGUII Zarządu Głównego KGB, kapitana Jurija Nosenkę. Po powrocie uczył na kursach  w Szkole nr 101.
W 1965 roku, pod przykrywką funkcji drugiego, następnie pierwszego sekretarza Ambasady radzieckiej w Waszyngtonie, objął stanowisko zastępcy rezydenta Pierwszego Zarządu Głównego Komitetu Bezpieczeństwa Państwowego.
Po powrocie do Moskwy w 1970 roku, został zastępcą szefa, a w 1973 roku szefem Służby Nr 2 Kontrwywiad Zagraniczny. Służba nr 2 powstała w styczniu 1963 roku i na jej podstawie, na mocy rozkazu KGB nr 0016 z 1974 roku utworzono Zarząd „K” kontrwywiadu  zagranicznego. Był to tak zwany PZG KGB, czyli Pierwszy Zarząd Główny Komitetu Bezpieczeństwa Państwowego, którym Kaługin kierował do połowy listopada 1979 roku.
Będąc zwolennikiem agresywnych działań zdobył zaufanie Jurija Andropowa i uzyskał w 1974 roku nominację do stopnia generała, wówczas najmłodszego w strukturach KGB. W 1980 roku, z powodu osobistego konfliktu z szefem PZG KGB Władimirem Kriuczkowem, został przesunięty do Leningradu na stanowisko zastępcy szefa obwodowego urzędu KGB. Być może podczas pobytu w USA podjęto próbę oceny jego lojalności, o czym nie zameldował. To mogło być prawdziwym powodem jego przeniesienia do UKGB Leningradu. 
Po rozpoczęciu pieriejstrojki rozpoczął otwartą krytykę kierownictwa resortu. Gdy trzy lata później zwrócił się publicznie do Gorbaczowa z apelem o generalną reformę władz bezpieczeństwa, został na jego polecenie pozbawiony stopnia, orderów i prawa do emerytury.
Sprawa ta przyniosła Kaługinowi rozgłos i zyskała poparcie środowisk demokratycznych, roku wybrano go też do Dumy. Podczas puczu sierpniowego, w 1991 roku, działał w najbliższym otoczeniu Borysa Jelcyna, współuczestnicząc w obronie Białego Domu (siedziby Rady Najwyższej). Po stłumieniu puczu odzyskał rangę i przywileje i został doradcą nowego szefa KGB Władimira Bakatina. Opowiadał się wielokrotnie za zwiększeniem politycznej kontroli nad działaniami wywiadu.

Po odbyciu szeregu rozmów i wizyt w Stanach Zjednoczonych, u dawnych przeciwników w amerykańskim środowisku wywiadowczym, w 1997 roku Kaługin ubiegał się o status stałego rezydenta w Stanach Zjednoczonych. Jego podanie zarówno ujawniło jak i przeciwstawiało się jego przyjęciu – kilku emerytowanych oficerów amerykańskiego wywiadu. W publicznym wystąpieniu w Arlington w stanie Wirginia, po otrzymaniu nagrody czasopisma Sources Journal, Kaługin powiedział: 
 Ja nie uciekałem. Nie zdradziłem swojego kraju. Nigdy nie współpracowałem z inną agencją amerykańską ani innego kraju. Jestem obywatelem rosyjskim i próbuję żyć uczciwie i godnie. 
Oleg Kaługin zajął się również pracą autorską, opublikował dwie książki o swej działalności:
- Burning Bridges (1992)
- The First Directorate (1994)

W Rosji w 1995 roku ukazały się jego pamiętniki pod tytułem Proszczaj Łubianka (Żegnaj Łubianko).
W czasie pobytu w USA Kaługin ujawnił tożsamość kilku radzieckich agentów i zeznawał na ich procesach, za co w 2002 roku sąd w Rosji skazał go zaocznie na 15 lat więzienia, degradację i utratę odznaczeń.
W 1994 roku razem z Williamem Colby zaprojektował szpiegowską grę komputerową pt. Spycraft.